# Nacoleia tampiusalis
Nacoleia tampiusalis is een vlinder uit de familie van de grasmotten (Crambidae), uit de onderfamilie van de Spilomelinae. De wetenschappelijke naam van deze soort is voor het eerst gepubliceerd in 1859 door Francis Walker.
De spanwijdte bedraagt 15 tot 17 millimeter.
De soort komt voor in Nepal, India, China, Maleisië (Sarawak), Indonesië (Sulawesi en Java), Korea en Japan.